# Cis fulvipes
Cis fulvipes es una especie de coleóptero de la familia Ciidae.

## Distribución geográfica
Habita en Brasil.